# Watermael-Boitsfort
Watermael-Boitsfort [wateʁmaːlbwafɔʁ] (franska) eller Watermaal-Bosvoorde (fil) (nederländska) är en av de 19 kommunerna i huvudstadsregionen Bryssel i Belgien. Kommunen ligger i regionens sydöstra del och har cirka 25 332 invånare (2020).